# Wouter Kan
Wouter Jacob Kan ('s-Gravenhage, 7 augustus 1950) is een voormalig Nederlands hockeyer.
Kan speelde in 1975 en 1976 18 interlands voor de Nederlandse hockeyploeg. Hij maakte deel uit van de selectie die deelnam aan de Olympische Spelen van 1976. Hier behaalde de Nederlandse hockeyploeg de vierde plaats. Daarnaast speelde hij een jaar eerder mee tijdens het WK van 1975 in Kuala Lumpur. Hier behaalde de Nederlandse hockeyploeg slechts de negende plaats.
In clubverband speelde Wouter Kan voor TOGO dat in 1974 opging in HC Klein Zwitserland.
Jan Albers · 
André Bolhuis · 
Theodoor Doyer · 
Geert van Eijk · 
Imbert Jebbink · 
Hans Jorritsma · 
Wouter Kan · 
Coen Kranenberg · 
Hans Kruize · 
Wouter Leefers · 
Paul Litjens · 
Maarten Sikking · 
Ron Steens · 
Tim Steens · 
Bart Taminiau · 
Rob Toft ·
Coach: Wim van Heumen